# Гудзь, Юрий Петрович
Ю́рий Петро́вич Гу́дзь (укр. Юрко́ Гу́дзь, Юрий Тетянич; 1 июля 1956, Немыльня — 20 февраля 2002, Житомир, Украина) — украинский поэт, прозаик, драматург и эссеист, публицист, художник, философ.
Член Национального союза писателей Украины (Житомирское отделение, 1991) и Ассоциации украинских писателей (Киевское отделение).

## Биография
Родился в селе Немыльня Новоград-Волынского района Житомирской области, умер при трагических и невыясненных обстоятельствах, его нашли с проломленным черепом на одной из центральных улиц Житомира.

## В литературе
Впервые широко известным Юрко Гудзь стал после получения двух зарубежных литературных премий, позже он стал лауреатом премии имени Ивана Огиенка.
Много путешествовал, вёл аскетический образ жизни, исповедовал философию и интересовался мировоззренческими традициями православного христианского исихазма.
Автор книг «Postscriptum к молчанию» (Торонто: Бескид 1990), «Маленький концерт для одинокого Хронопа». (Київ: «Молодь», 1991), «Борьба с больным ангелом» (Киев: «Голос громадянина», 1997), журнальных публикаций романов «Не-мы» та «Исихия» «Курьер Кривбасса», 1998. — № 6, 7, 2000. — № 8, 12; 2001. №N6.), «Заговор невидимых крыл» (Тернополь, «Джура», 2001).
Книга Юрия Гудзя «Барикады на кресте» тернопольського издательства «Джура» отмечена всеукраинским рейтингом среди четырнадцати наилучших изданий за 2009 год в жанре современной украинской прозы.